# Lasionycta brunnea
Lasionycta brunnea là một loài bướm đêm thuộc họ Noctuidae. Nó có ở dãy núi Rocky của Alberta phía bắc đến núi Pink ở đông bắc British Columbia, và ở dãy núi Purcell và Selkirk ở tây nam British Columbia và đông bắc Washington.
Nó thường gặp ở đài nguyên anpơ và hay gặp nhất gần bìa rừng.
Sải cánh dài 30–35 mm đối với con đực và 34–36 mm đối với con cái. Con trưởng thành bay từ giữa tháng 7 qua tháng 8.